# Erdbeben im iranisch-türkischen Grenzgebiet 2020
Die Erdbeben im iranisch-türkischen Grenzgebiet erschütterten am 23. Februar 2020 die Region. Das erste Beben ereignete sich um 9:23 Uhr iranischer Ortszeit bzw. um 8:53 Uhr türkischer Ortszeit und hatte eine Stärke von 5,8 Mw. Nach einigen kleineren Nachbeben folgte am Abend ein Beben der Stärke 6,0 Mw um 19:30 Uhr iranischer bzw. 19:00 Uhr türkischer Ortszeit. Durch die Beben kamen zehn Menschen ums Leben, weitere 141 wurden verletzt. Mehrere hundert Gebäude wurden zerstört oder beschädigt.

## Tektonik
Im Westen des Iran wird das tektonische Geschehen von der Plattengrenze zwischen Arabischer und Eurasischer Platte dominiert. Die Kollision dieser  Lithosphärenplatten bildete etwa den 1500 Kilometer langen Falten- und Überschiebungsgürtel des Zāgros-Gebirges. Das Gebiet, in dem sich die Erdbeben ereigneten, ist von zahlreichen Verwerfungen durchzogen, die meisten davon sind nordost-südwestlich orientiert, einige verlaufen von Ost nach West. In der Region kam es immer wieder zu Erdbeben. Bis zum Jahr 1900 sind Berichte von 23 Erdbeben überliefert. Seit 1900 wurden mehr als 500 Erdbeben mit Magnitudenwerten von 4 oder höher seismographisch registriert. Darunter waren drei Beben mit Magnitudenwerte über 7, als bislang letztes das Erdbeben in Van 2011.

### Erstes Beben
Das Epizentrum des ersten Bebens lag in der iranischen Provinz West-Aserbaidschan nahe der Grenze zur Türkei und etwa 30–45 Kilometer westlich der Stadt Choy. Die Herdtiefe wird von der amerikanischen Erdbebenwarte des USGS und der europäische seismologische Forschungsgesellschaft EMSC mit 10 Kilometern angegeben. Das Beben dauerte etwa 24 Sekunden.
Nach Schätzung von USGS wurde das Beben von circa 216.000 Menschen mit einer Intensität der Stufe V oder höher auf der Modifizierten Mercalliskala wahrgenommen, darunter 3000 Menschen, die eine Intensität der Stufe VII erlebten.

### Zweites Beben
Das Epizentrum des zweiten Erdbebens lag Angaben von USGS zufolge sieben Kilometer nordwestlich von dem des ersten Bebens und hatte laut übereinstimmenden Daten von USGS und EMSC eine Herdtiefe von 10 Kilometern. Dieses Beben erschütterte den Boden etwa 31 Sekunden lang.
Abgesehen von den beiden starken Beben wurde die Region von mehrere kleineren Erdbeben getroffen. Bis 3. März erreichten elf davon Magnitudenwerte von 4 oder höher.

## Opfer und Schäden
In der türkischen Provinz Van kamen durch das erste Beben unmittelbar neun Menschen ums Leben, ein Jugendlicher erlag wenige Tage später im Krankenhaus seinen Verletzungen. Weitere 66 Menschen wurden verletzt. Der am schlimmsten getroffene Bezirk war Başkale. Laut Innenminister Süleyman Soylu sind etwa 250 Häuser sowie 300 Scheunen und Ställe eingestürzt, weitere 700 Gebäude wurden schwer beschädigt. Einige Schulen wurden beschädigt.
Im Iran wurden 75 Menschen verletzt. In 43 Dörfern wurden zwischen 10 und 100 Prozent der Lehmhäuser zerstört. Mobilfunk- und Festnetzinfrastruktur, sowie Strom-, Gas- und Wasserleitungen wurden beschädigt.
Nach Informationen der türkischen Katastrophenschutzbehörde AFAD kamen bei dem stärkeren Erdstoß am Abend in der Türkei keine Menschen zu Schaden. Aus dem Iran gab es keine Meldungen über mögliche Opfer und Schäden des zweiten Bebens.
Der Erdbebenexperte Övgün Ahmet Ercan von der Technischen Universität Istanbul führt die Tatsache, dass es in der Türkei zu Todesopfern kam, im Iran hingegen nicht, auf die bessere sozioökonomische Situation und die damit verbundene bessere Qualität der Gebäude im Iran zurück. Opfer von Erdbeben seien vorrangig die Armen, die in unsicheren Häusern leben müssen.

## Hilfe
AFAD schickte Such- und Rettungsteams in die betroffenen Region der Türkei. Auch vom Türkischen Roten Halbmond wurden Hilfskräfte entsandt. Die Suchaktionen wurden nach wenigen Stunden eingestellt, nachdem keine Personen mehr als vermisst galten. Es wurden Zeltlager für die obdachlos gewordenen Bewohner errichtet. AFAD und der Rote Halbmond lieferten rund 3400 Zelte und andere Hilfsgüter in die betroffenen Gebiete.
Im Iran wurden Teams von Hilfskräften in die betroffene Region gesandt. Der Iranische Rote Halbmond errichtete Zeltlager für die betroffene Bevölkerung.

## Belege
1. ↑  M 5.8 - 30km SE of Saray, Turkey: Regional Information – Tectonic Summary. USGS, abgerufen am 27. September 2020 (englisch).
2. 1 2  23 ŞUBAT 2020 TÜRKİYE-İRAN SINIR BÖLGESİ DEPREMİ. (PDF; 802 kB) In: koeri.boun.edu.tr. 23. Februar 2020, abgerufen am 25. Februar 2020 (türkisch).
3. 1 2 3  Hoy (İran) Mw 5.9 Depremleri Ön Değerlendirme Raporu. (PDF; 2,38 MB) In: afad.gov.tr. 24. Februar 2020, abgerufen am 25. Februar 2020 (türkisch).
4. ↑  M 5.8 - 30km SE of Saray, Turkey. USGS, abgerufen am 5. April 2020 (englisch).
5. ↑  M 5.7 - TURKEY-IRAN BORDER REGION - 2020-02-23 05:53:00 UTC. EMSC, abgerufen am 5. April 2020 (englisch).
6. ↑  M 5.8 - 30km SE of Saray, Turkey: Pager. USGS, abgerufen am 5. April 2020 (englisch).
7. ↑  M 6.0 - 24km SE of Saray, Turkey. USGS, abgerufen am 5. April 2020 (englisch).
8. ↑  M 6.0 - TURKEY-IRAN BORDER REGION - 2020-02-23 16:00:29 UTC. EMSC, abgerufen am 5. April 2020 (englisch).
9. 1 2 3  İran-Hoy’da Türkiye Sınırı Yakınlarında Meydana Gelen Deprem Hakkında - BASIN DUYURUSU. In: afad.gov.tr. 3. März 2020, abgerufen am 7. März 2020 (türkisch).
10. ↑  Depremin vurduğu Van’dan bir acı haber daha. In: sozcu.com.tr. 26. Februar 2020, abgerufen am 27. Februar 2020 (türkisch).
11. ↑  Eastern Turkish villages eye recovery after major quakes. In: dailysabah.com. 24. Februar 2020, abgerufen am 26. Februar 2020 (englisch).
12. ↑  Burak Bir, Fahri Aksut and Havva Kara Aydin: 9 dead in eastern Turkey after earthquake. (Memento des Originals vom 24. Februar 2020 im Internet Archive)  Info: Der Archivlink wurde automatisch eingesetzt und noch nicht geprüft. Bitte prüfe Original- und Archivlink gemäß Anleitung und entferne dann diesen Hinweis. In: aa.com.tr. 24. Februar 2020, abgerufen am 25. Februar 2020 (englisch).
13. ↑  Mehrere Tote nach Erdbeben in der Türkei. In: zeit.de. 23. Februar 2020, abgerufen am 25. Februar 2020.
14. ↑  Earthquake in Northwestern Iran Leaves 75 Injured. In: tasnimnews.com. 24. Februar 2020, abgerufen am 24. Februar 2020 (englisch).
15. ↑  Magnitude 5.7 earthquake strikes western Iran, nine dead in Turkey. In: iranpress.com. 24. Februar 2020, abgerufen am 26. Februar 2020 (englisch).
16. 1 2  İran’da Türkiye Sınırı Yakınlarında Meydana Gelen Deprem Hakkında (BASIN DUYURUSU-2). In: afad.gov.tr. 23. Februar 2020, abgerufen am 23. Februar 2020 (türkisch).
17. ↑  5.7-magnitude quake rocks West Azarbaijan again. In: irna.ir. 23. Februar 2020, abgerufen am 23. Februar 2020 (englisch).
18. ↑  Latif Sansür: Korkutan açıklama: Türkiye ardı ardına deprem haberleriyle sarsılacak. In: sozcu.com.tr. 24. Februar 2020, abgerufen am 27. Februar 2020 (türkisch).
19. ↑  Tents built for earthquake victims in Turkey's Van. In: aa.com.tr. 24. Februar 2020, abgerufen am 25. Februar 2020 (englisch).
20. ↑  NW Iran quake injures some people, one in critical condition . In: irna.ir. 23. Februar 2020, abgerufen am 25. Februar 2020 (englisch).
21. ↑  Photo: Iran's IRCS is reaching to quake-hit Makhin. In: iranpress.com. 25. Februar 2020, abgerufen am 25. Februar 2020 (englisch).